# Йон Линотопски
Йон е зограф от XVII век, представител на Линотопската художествена школа.

## Биография
Йон от Линотопи, влашка паланка в Грамос, изписва църквата „Свети Атанасий“ в Рилево в 1627 година, както се разбира от зографския надпис в храма. На него се приписват стенописите в трема на Журечкия манастир от 1622 година. На същия майстор са и двустранно изписаните икони от храма в Журче. На Йон се приписва и сцената „Страшният съд“ от западната фасада на Зързенския манастир от 1624/1625 година.
Изкуството на Йон се отличава с изразен графицизъм и отсъствие на пластичност. Стенописите в Рилево изобразяват фигури с равни тела, без снага и без хармонични пропорции.